# Ruyaulcourt Military Cemetery
Le  Ruyaulcourt Military Cemetery   est un cimetière militaire de la Première Guerre mondiale, situé sur le territoire de la commune de Ruyaulcourt, dans le département du Pas-de-Calais, à l'est d'Arras.

## Localisation
Ce cimetière est situé en pleine campagne, à 600 mètres au nord-est du village, au bord de la route qui mène à Hermies.

## Histoire

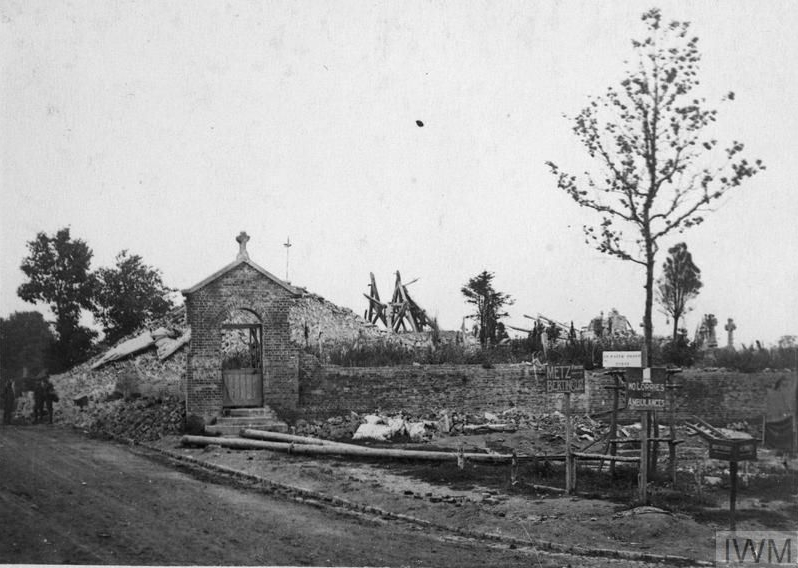
Ruines de l'église de Ruyaulcourt en juillet 1917 (Photo Imperial War Museum).

Le village de Ruyaulcourt est occupé par les troupes allemandes dès fin août 1914. En mars 1917, les alliés lancent la bataille d'Arras en vue de reconquérir le secteur. Le village est pris par les troupes du Commonwealth fin mars 1917. Il sera de nouveau perdu fin mars 1918 lors de l'offensive du Printemps de l'armée allemande, puis repris définitivement en septembre suivant lors de l'offensive des Cent-Jours.
Le cimetière militaire de Ruyaulcourt est inauguré en avril 1917 et utilisé par les unités combattantes et les ambulances de campagne jusqu'en mars 1918. Il est rouvert en septembre 1918 pour inhumer les victimes des derniers combats lors de la libération du secteur. Ce sont 348 soldats du Commonwealth qui sont inhumés dans ce cimetière dont seulement dix ne sont pas identifiés.

## Caractéristiques
Ce cimetière a un plan rectangulaire de 35 × 30 m ; il est  clos d'un muret de moellons sur trois de ses côtés.

## Galerie

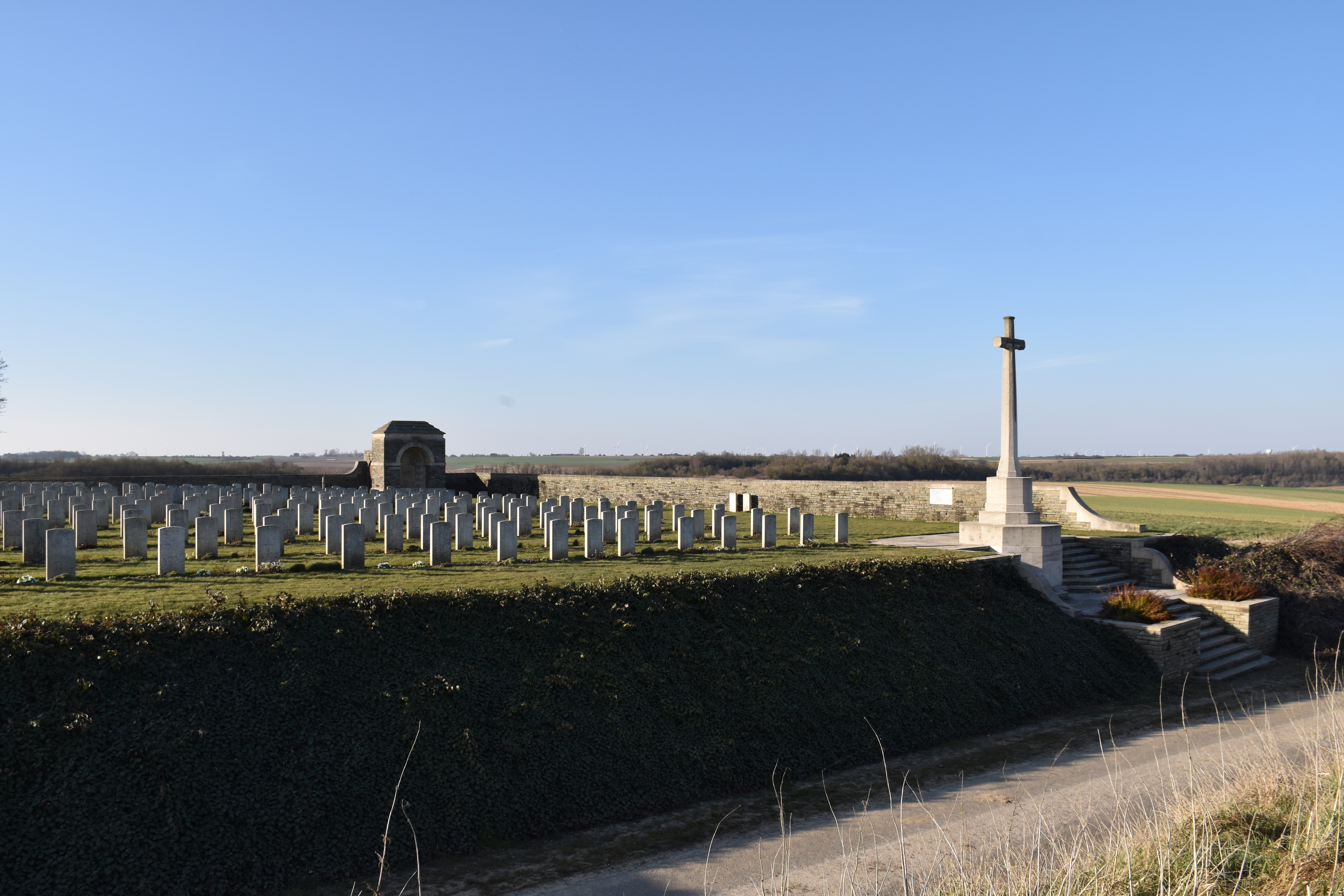
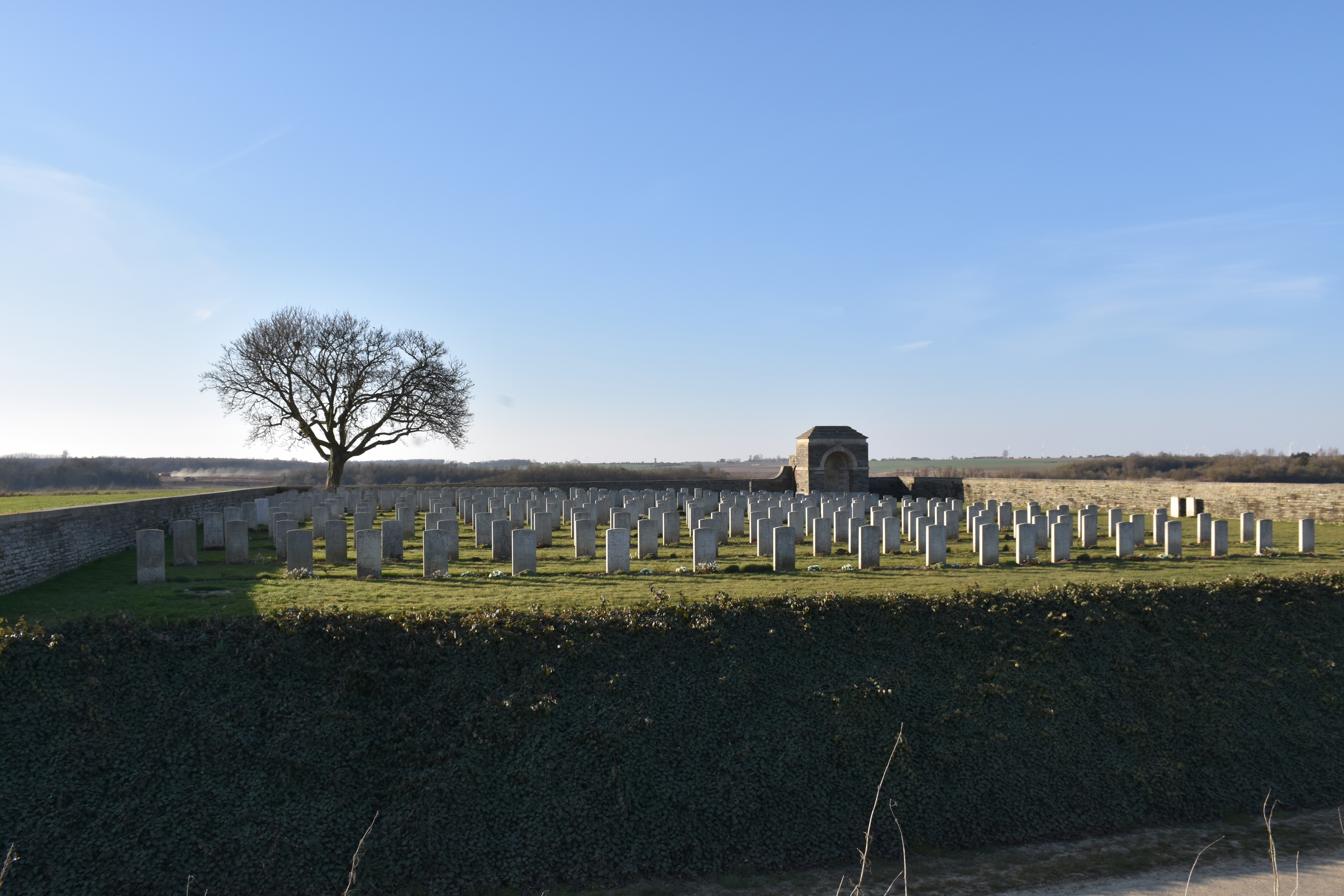
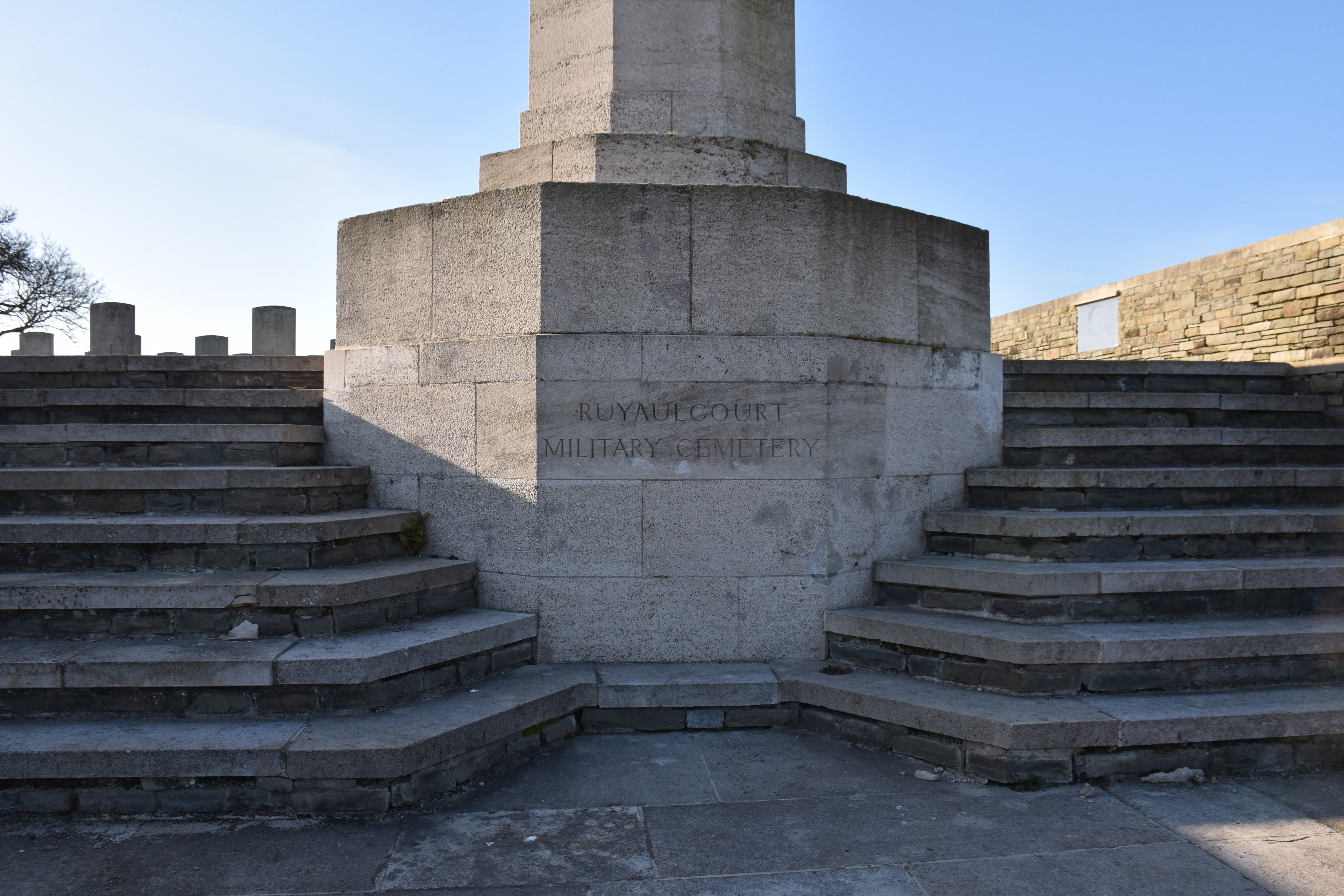
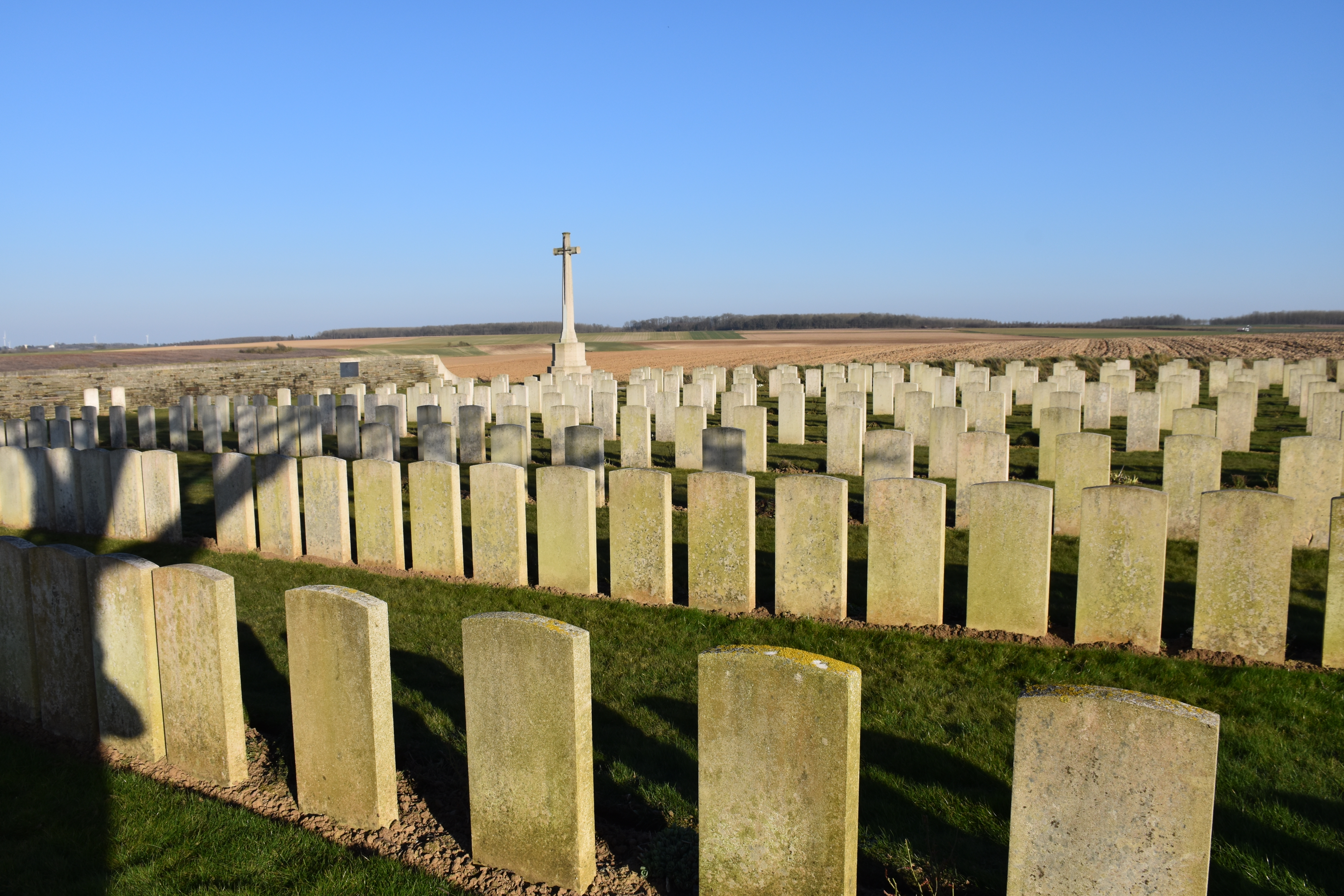
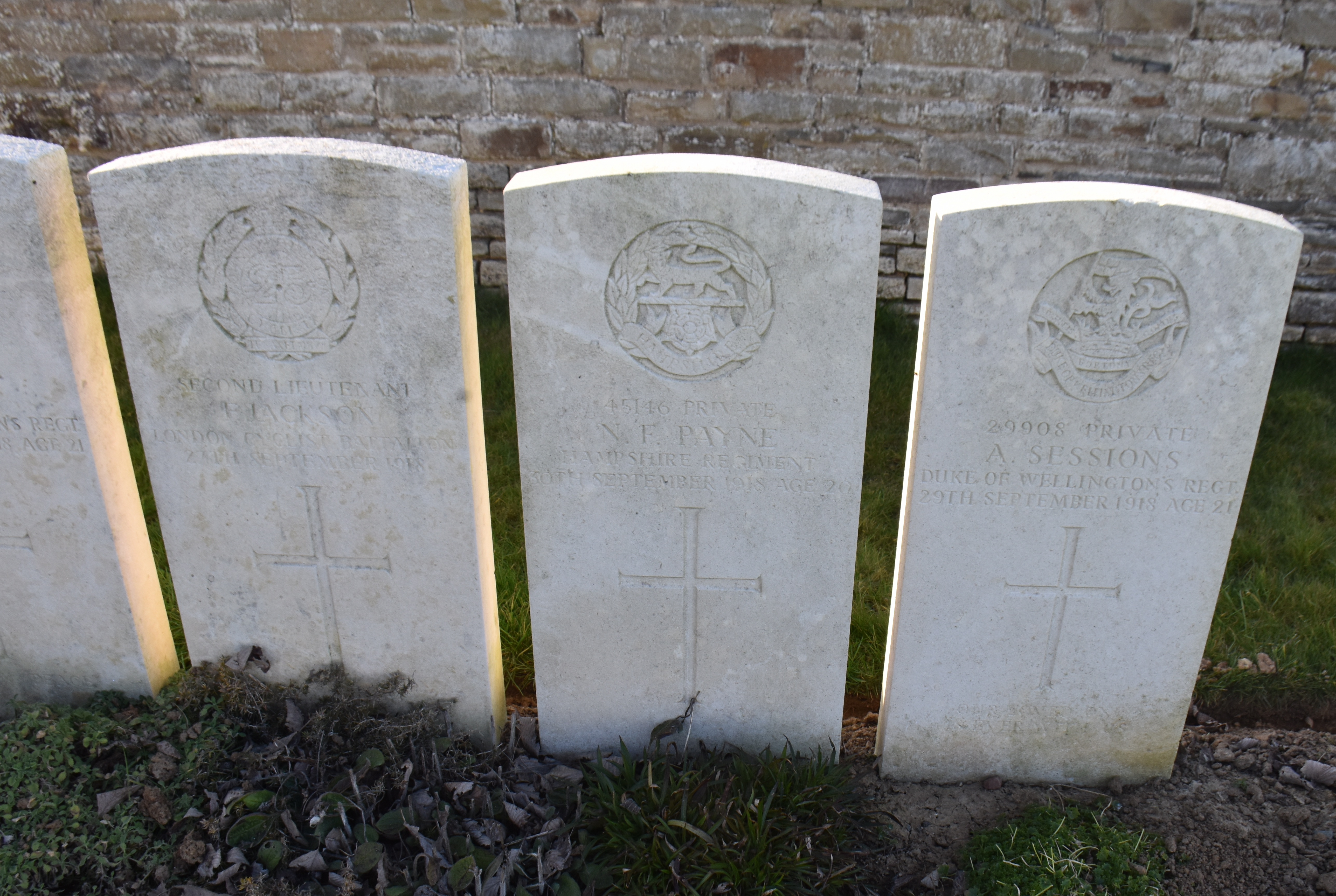
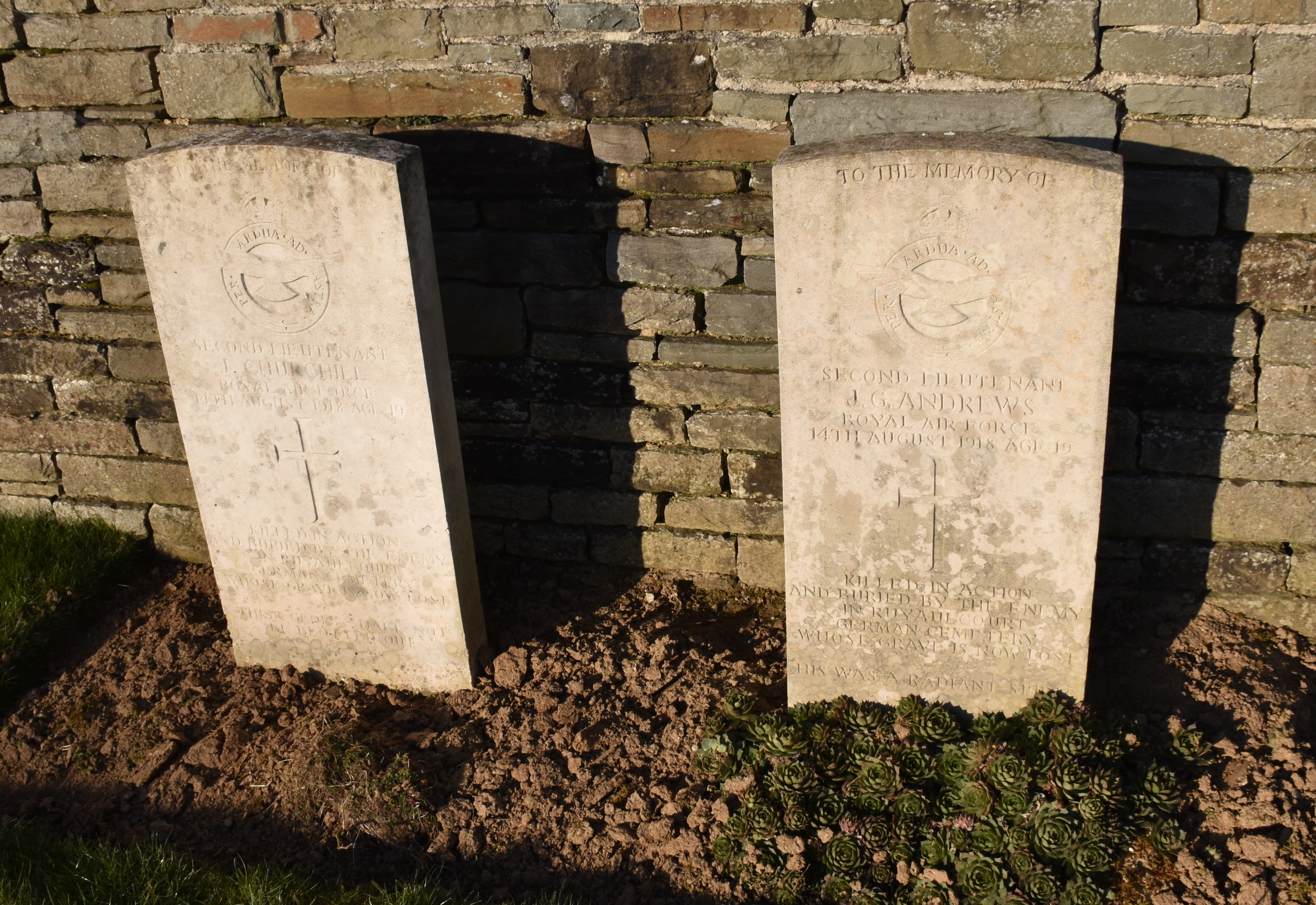

## Sépultures
| Pays             | Sépultures |
| ---------------- | ---------- |
| Royaume-Uni      | 325        |
| Australie        | 1          |
| Canada           | 2          |
| Nouvelle-Zélande | 20         |
| Total            | 348        |

## Pour approfondir